# نشم (نبات)
النَّشِم أو الشَّوْحط أو القضيم او «الحربة او الماهية» او «المنسم او لنجيطس او كوجه زنجي» (الاسم العلمي:Grewia) هو جنس من النباتات يتبع الفصيلة الخبازية من رتبة الخبازيات.

## من أنواعه الواطنة في الوطن العربي
- نشم متين (باللاتينية: Grewia tenax): في معظم أجزاء الوطن العربي
- نشم تمبيني (باللاتينية: Grewia tembensis): في معظم أجزاء الوطن العربي
- نشم ناعم (باللاتينية: Grewia mollis): في جنوب شبه الجزيرة العربية والسودان والصومال